# Eukoenenia improvisa
Eukoenenia improvisa är en spindeldjursart som beskrevs av Bruno Condé 1979. Eukoenenia improvisa ingår i släktet Eukoenenia och familjen Eukoeneniidae. Inga underarter finns listade i Catalogue of Life.